# Bistum Queenstown
Das Bistum Queenstown (lat.: Dioecesis Civitatis Reginae seu Queenstovensis) ist eine in Südafrika gelegene römisch-katholische Diözese mit Sitz in Queenstown.

## Geschichte
Am 20. Februar 1929 wurde die Mission „Sui Iuris“ von Queenstown aus Gebieten des Apostolischen Vikariat des Kap der Guten Hoffnung, Eastern District, gegründet. Am 9. April 1934 gab sie Gebiete an die Apostolische Präfektur Gariep ab. Am 29. März erfolgte die Erhebung zur Apostolische Präfektur und am 9. April 1948 zum Apostolischen Vikariat. Am 11. Januar 1951 wurde das heutige Bistum Queenstown gegründet und als Suffragan dem Erzbistum Kapstadt unterstellt.

## Ordinarien

### Apostolische Präfekten
- Johannes Baptist Rosenthal SAC, 1940–1948

### Apostolische Vikare
- Johannes Baptist Rosenthal SAC, 1948–1951

### Bischöfe
- Johannes Baptist Rosenthal SAC, 1951–1972
- Johannes Baptist Rosner SAC, 1972–1984
- Herbert Nikolaus Lenhof SAC, 1984–2009
- Dabula Anthony Mpako, 2011–2019, dann Erzbischof von Pretoria
- Paul Siphiwo Vanqa SAC, seit 2021